# Alsteråns vattensystem
Alsteråns vattensystem este o arie protejată (arie specială de conservare — SAC, sit de importanță comunitară — SCI) din Suedia întinsă pe o suprafață de 2.105,9 ha, integral pe uscat.

## Localizare
Centrul sitului Alsteråns vattensystem este situat la coordonatele 57°03′05″N 16°02′53″E / 57.0515°N 16.0481°E.

## Înființare
Situl Alsteråns vattensystem a fost declarat sit de importanță comunitară în ianuarie 2002 pentru a proteja 1 specie de plante și 4 specii de animale. Situl a fost protejat și ca arie specială de conservare în martie 2011.

## Biodiversitate
Situată în ecoregiunile boreală și marină baltică, aria protejată conține 5 habitate naturale: Lacuri și iazuri distrofice naturale, Cursuri de apă de la nivel de câmpie la nivel montan, cu vegetație Ranunculion fluitantis și Callitricho-Batrachion, Lagune de coastă, Estuare, Ape stătătoare oligotrofe până la mezotrofe, cu vegetație de Littorelletea uniflorae și/sau de Isoëto-Nanojuncetea.
La baza desemnării sitului se află mai multe specii protejate:
- plante (1): Dichelyma capillaceum
- mamifere (1): vidră de râu (Lutra lutra)
- pești (3): zvârluga (Cobitis taenia), zglăvoacă (Cottus gobio), somonul (Salmo salar)